# Святий Дніпро

Обкладинка компакт-диску Sacred Dnipro Oratorio, Canadian Ukrainian Opera Association's live performance. Автор музики Валерій Кікта. Диригент Володимир Колесник, Toronto Symphony Orchestra Players, the Lysenko Opera Chorus and the Dnipro Choir. Солісти, Svitlana Sekh, Eileen O'Dwyer-Turner, Lary Benson, Леонід Скірко

«Святий Дніпро» — ораторія, яку за проектом Володимира Колесника в 1992 написав композитор Валерій Кікта. Лібрето Софії Майданської
Ораторія створена до 40-річчя едмонтонського хору «Дніпро».
Ораторія виконувалася в Канаді (Едмонтон, 1993; Торонто, 1996) й Україні (Київ, 2001).
У тексті використано цитати з «Літопису Руського» («Повість минулих років»), «Слова о полку Ігоревім», а також із «Похвали Дніпру» Феофана Прокоповича. За задумом авторів, одинадцять частин «літопису» відбивають основні віхи історії Русі-України. Дніпро стає уособленням Вічної ріки, яка з геофізичного поняття переростає в символ Духовного джерела.